# Tony Jefferies (motorcoureur)
Tony Jefferies was een Brits motorcoureur. Hij is eenmalig Grand Prix-winnaar in het wereldkampioenschap wegrace en behaalde drie zeges in de Isle of Man TT. Hij was de zoon van coureur Allan Jefferies, de broer van Nick Jefferies en de vader van David Jefferies.

## Privé en zakelijk
Tony was de zoon van Allan Jefferies, die ook geracet had, maar die voornamelijk bekend was geworden als trial- en betrouwbaarheidsrittenrijder. Allan's vader Joseph had in 1901 de "Ross Motor and Cycle Company" opgericht. Hij handelde in automobielen en motorfietsen. Toen het bedrijf in 1917 verhuisde werd het omgedoopt tot "Allan Jefferies". In de loop der jaren werd het bedrijf dealer van Lambretta, Hillman, Commer, Bond, Reliant, Triumph, BSA, Honda, Yamaha, Norton en Greeves. Allan werd uiteindelijk bedrijfsleider tot Tony bedrijf overnam. Hij werd in 1971 exclusief vertegenwoordiger van BMW Motorrad. Tony kreeg drie kinderen: David, Nick en Louise. In september 1973 kreeg hij een ernstig ongeluk op Mallory Park, waardoor hij verlamd werd en zijn racecarrière moest beëindigen. Hij leidde zijn bedrijf vanuit een rolstoel tot hij het in 2001 overdroeg aan Louise. Rond die tijd begeleidde hij ook zoon David bij het begin van zijn racecarrière. Die was erg succesvol: David startte 20 keer in de TT van Man en won daarvan 9 keer. Dat was 45% van zijn starts. Hij won ook 4 races van de North West 200 en 1 keer de Grand Prix van Macau. In 2003 verloor David het leven tijdens de trainingen voor de Formula One TT op het eiland Man. Enkele jaren later overleed ook Tony's echtgenote.

## Carrière
Jefferies is vooral bekend van zijn deelnames aan de Ulster Grand Prix en de Isle of Man TT. In 1968 debuteerde hij in de 500cc-Senior Race van de Manx Grand Prix op een Triumph, maar kwam hierin niet aan de finish. 
In seizoen 1969 reed hij in drie klassen van de Isle of Man TT, waarvan twee races deel uitmaakten van het WK wegrace: in de 350cc-Junior TT reed hij op een AJS, terwijl hij in de 500cc-Senior TT op een Triumph reed. Daarnaast kwam hij uit in de Production 750 cc-klasse, waarin hij zesde werd. 
In het seizoen 1970 behaalde Jefferies zijn eerste WK-punten met een zesde plaats in de 500cc-(Senior TT)-klasse van de Isle of Man TT. Ook werd hij dat jaar in de 350cc-klasse achtste in de Ulster Grand Prix op een Yamaha. 
In 1971 beleefde hij zijn beste WK-seizoen. In de Isle of Man TT behaalde hij zijn enige Grand Prix-overwinning in de 350 cc (Junior TT)-klasse op een Yamsel, terwijl hij in hetzelfde evenement ook zegevierde in de Formule 750 TT-klasse op een Triumph.  Ook behaalde hij een podium in de 350 cc-klasse van de Ulster Grand Prix. Hierdoor eindigde hij met 25 punten als negende in het wereldkampioenschap.
In 1972 reed Jefferies in vier klassen in de Isle of Man TT. Hij kwam enkel aan de finish in de niet voor het WK meetellende Formule 750 TT-klasse, waarin hij op een Triumph tweede werd. 
In 1973 reed hij wederom in vier klassen van de Isle of Man TT. In de twee voor het WK tellende klassen haalde hij het einde niet, maar hij wist met de beroemde "Slippery Sam" Triumph de Production 750 cc-klasse te winnen en derde te worden in de Formule 750 TT-klasse. Later dat jaar brak hij zijn rug tijdens de Mallory Park Race of the Year, waardoor hij voor de rest van zijn leven verlamd was.

## Overlijden
Jefferies overleed op 28 december 2021 op 73-jarige leeftijd na een lang ziekbed. Gedurende het jaar was zijn gezondheid achteruit gegaan, maar Tony stond erop - tegen de medische adviezen in – in november naar de begrafenis van zijn oude vriend Paul Smart te gaan. Daardoor verslechterde zijn gezondheid nog meer.

## Wereldkampioenschap wegrace resultaten
Tony Jefferies scoorde weliswaar punten in het wereldkampioenschap wegrace, maar deed dat uitsluitend op de Britse stratencircuits van de Ulster Grand Prix en de Isle of Man TT die toen nog deel uitmaakten van het wereldkampioenschap,
| Jaar | Klasse | Team  | Motorfiets                         | 1     | 2     | 3       | 4       | 5       | 6     | 7     | 8     | 9     | 10      | 11    | 12    | 13    | Punten | Plaats | Winst | Wereldkampioen                            |
| ---- | ------ | ----- | ---------------------------------- | ----- | ----- | ------- | ------- | ------- | ----- | ----- | ----- | ----- | ------- | ----- | ----- | ----- | ------ | ------ | ----- | ----------------------------------------- |
| 1969 | 350 cc | Privé | AJS 7R                             | SPA - | DUI - |         | IOM 22  | NED -   |       | DDR - | TSL - | FIN - | ULS -   | NAT - | ADR - |       | 0      | -      | 0     | Giacomo Agostini, MV Agusta 350 3C        |
| 1969 | 500 cc | Privé | Triumph T100R Daytona Super Sports | SPA - | DUI - | FRA -   | IOM DNF | NED -   | BEL - | DDR - | TSL - | FIN - | ULS -   | NAT - | ADR - |       | 0      | -      | 0     | Giacomo Agostini, MV Agusta 500 3C        |
| 1970 | 350 cc | Privé | Yamaha TR 2                        | DUI - |       | ADR -   | IOM DNF | NED -   |       | DDR - | TSL - | FIN - | ULS 8   | NAT - | SPA - |       | 3      | 32e    | 0     | Giacomo Agostini, MV Agusta 350 3C        |
| 1970 | 500 cc | Privé | Matchless G50                      | DUI - | FRA - | ADR -   | IOM 6   | NED -   | BEL - | DDR - |       | FIN - | ULS -   | NAT - | SPA - |       | 5      | 32e    | 0     | Giacomo Agostini, MV Agusta 500 3C        |
| 1971 | 350 cc | Privé | Yamsel                             | OOS - | DUI - | IOM 1   | NED -   |         | DDR - | TSL - | ZWE - | FIN - | ULS 3   | NAT - | SPA - |       | 25     | 9e     | 1     | Giacomo Agostini, MV Agusta 350 3C        |
| 1971 | 500 cc | Privé | Arter-Matchless G50                | OOS - | DUI - | IOM DNF | NED -   | BEL -   | DDR - |       | ZWE - | FIN - | ULS DNF | NAT - | SPA - |       | 0      | -      | 0     | Giacomo Agostini, MV Agusta 500 3C        |
| 1972 | 350 cc | Privé | Yamaha TR 3                        | DUI - | FRA - | OOS -   | NAT -   | IOM DNF | JOE - | NED - |       | DDR - | TSL -   | ZWE - | FIN - | SPA - | 0      | -      | 0     | Giacomo Agostini, MV Agusta 350 4C        |
| 1972 | 500 cc | Privé | Suzuki T 500                       | DUI - | FRA - | OOS -   | NAT -   | IOM DNF | JOE - | NED - | BEL - | DDR - | TSL -   | ZWE - | FIN - | SPA - | 0      | -      | 0     | Giacomo Agostini, MV Agusta 500 3C        |
| 1973 | 350 cc | Privé | Yamaha TZ 350 A                    | FRA - | OOS - | DUI -   | NAT -   | IOM DNF | JOE - | NED - |       | TSL - | ZWE -   | FIN - | SPA - |       | 0      | -      | 0     | Giacomo Agostini, MV Agusta 350 3C/350 4C |
| 1973 | 500 cc | Privé | Crooks-Suzuki TR 500               | FRA - | OOS - | DUI -   | NAT -   | IOM DNF | JOE - | NED - | BEL - | TSL - | ZWE -   | FIN - | SPA - |       | 0      | -      | 0     | Phil Read, MV Agusta 500 4C               |

## Isle of Man TT resultaten
| Jaar | Klasse            | Team  | Motorfiets                           | Plaats | Winnaar                                              |
| ---- | ----------------- | ----- | ------------------------------------ | ------ | ---------------------------------------------------- |
| 1969 | Production 750 TT | Privé | Triumph T150 Trident                 | 6e     | Malcolm Uphill, Triumph T150 Trident                 |
| 1969 | Junior TT         | Privé | AJS 7R                               | 22e    | Giacomo Agostini, MV Agusta 350 3C                   |
| 1969 | Senior TT         | Privé | Triumph T100R Daytona Super Sports   | DNF    | Giacomo Agostini, MV Agusta 500 3C                   |
| 1970 | Production 750 TT | Privé | Triumph T150 Trident                 | DNF    | Malcolm Uphill, Triumph T150 Trident                 |
| 1970 | Junior TT         | Privé | Yamaha TR 2                          | DNF    | Giacomo Agostini, MV Agusta 350 3C                   |
| 1970 | Senior TT         | Privé | Matchless G50                        | 6e     | Giacomo Agostini, MV Agusta 500 3C                   |
| 1971 | Formula 750 TT    | Privé | Triumph T150 Trident                 | 1e     | Tony Jefferies, Triumph T150 Trident                 |
| 1971 | Production 750 TT | Privé | Triumph T150 Trident                 | 2e     | Ray Pickrell, Triumph T150 Trident (Slippery Sam)    |
| 1971 | Junior TT         | Privé | Yamsel                               | 1e     | Tony Jefferies, Yamsel                               |
| 1971 | Senior TT         | Privé | Arter-Matchless G50                  | DNF    | Giacomo Agostini, MV Agusta 500 3C                   |
| 1972 | Production 750 TT | Privé | Norton Commando 750 Production Racer | DNF    | Ray Pickrell, Triumph T150 Trident (Slippery Sam)    |
| 1972 | Junior TT         | Privé | Yamaha TR 3                          | DNF    | Giacomo Agostini, MV Agusta 350 4C                   |
| 1972 | Formula 750 TT    | Privé | Triumph T150 Trident                 | 2e     | Ray Pickrell, Triumph T150 Trident (Slippery Sam)    |
| 1972 | Senior TT         | Privé | Suzuki T 500                         | DNF    | Giacomo Agostini, MV Agusta 500 3C                   |
| 1973 | Production 750 TT | Privé | Triumph T150 Trident (Slippery Sam)  | 1e     | Tony Jefferies, Triumph T150 Trident (Slippery Sam)  |
| 1973 | Junior TT         | Privé | Yamaha TZ 350 A                      | DNF    | Tony Rutter, Yamaha TZ 350 A                         |
| 1973 | Senior TT         | Privé | Crooks-Suzuki TR 500                 | DNF    | Jack Findlay, Suzuki TR 500                          |
| 1973 | Formula 750 TT    | Privé | Triumph T150 Trident (Slippery Sam)  | 3e     | Peter Williams, Norton Commando 750 Production Racer |